# Scotlandita
La scotlandita és un mineral de la classe dels òxids. Rep el nom d'Escòcia, on es troba la seva localitat tipus.

## Característiques
La scotlandita és un sulfit de plom molt rar de fórmula química PbSO₃. Es tracta d'una espècie aprovada per l'Associació Mineralògica Internacional, i publicada per primera vegada el 1984. Cristal·litza en el sistema monoclínic. La seva duresa a l'escala de Mohs és 2.
Segons la classificació de Nickel-Strunz, la scotlandita pertany a «04.JE - Sulfits» juntament amb els següents minerals: gravegliaïta, hannebachita i orschallita.

## Formació i jaciments
Va ser descoberta a la mina Susanna, a la localitat de Leadhills, a South Lanarkshire (Escòcia), on es troba associada principalment a anglesita, així com a barita i a altres minerals també descoberts en aquesta mina: lanarkita, leadhil·lita i susannita. També ha estat descrita en altres punts d'Escòcia i de la resta del Regne Unit, així com a França, Itàlia, Alemanya, Namíbia, Rússia, l'Argentina i els Estats Units.